# Patricia Garland
Patricia Garland (21 luglio 1948) è un'attrice, ballerina e cantante statunitense.
Ha recitato in numerosi musical a Broadway e in tour statunitensi, tra cui: Cabaret (Westbury, 1969), Gregory (Broadway, 1970), Follies (Los Angeles, St. Louis, 1972), Smith (Broadway, 1973), Music! Music! (New York, 1974) e A Chorus Line (Off-Broadway, Broadway, 1975; tour, 1976).

## Filmografia

### Cinema
- Il più bel Casino del Texas, regia di Colin Higgins (1982)
- 1941 - Allarme a Hollywood (1941), regia di Steven Spielberg (1979)

### Televisione
- Una famiglia americana - serie TV, 1 episodio (1977)
- I Jefferson - serie TV, 1 episodio (1985)
- La signora in giallo - serie TV, 1 episodio (1987)
- Baywatch - serie TV, 1 episodio (1992)